# Finançament de la Barcelona Traction (1911-1915)
La Barcelona Traction, Light and Power fou una companyia fundada a Toronto el dotze de setembre de 1911. Tenia per objecte la producció i distribució d’energia elèctrica, així com l’operació de tramvies i ferrocarrils elèctrics. El principal promotor de la societat era Frederick Stark Pearson, acompanyat del canadenc James Dunn en l’àmbit financer. Els inversors inicials eren, en la seva majoria, canadencs, britànics i belgues. Si bé la seu estava a Toronto, totes les seves operacions se centraren a Catalunya.
El finançament de l'empresa es basava principalment en l'emissió d'obligacions, que eren subscrites pels inversors inicials a crèdit, per ser posades posteriorment en venda a la borsa quan les construccions finançades començaven a proporcionar ingressos. El capital social no estava desemborsat; les accions tenien un caràcter de prima pels promotors i inversors inicials.
Atès que el període de construcció de les centrals elèctriques estava estimat en dos anys, l'execució del pla de treball no havia de patir gaires desviacions per no quedar-se sense diners i haver de demanar crèdits o emetre noves emissions d’obligacions no previstes en el pla inicial.
La societat va néixer infracapitalitzada, es van gastar molts diners en inversions no previstes, i en les que estaven previstes van haver-hi grans desviacions. Els projectes i els requeriments financers s'expandiren sense explicacions ni tan sols als inversors inicials. L’abundància inicial de diners va fer que els promotors i els finançadors inicials tinguessin unes retribucions molt generoses. Addicionalment, successos no previstos com l'esclat de la Primera Guerra Mundial o la mort de Pearson van afectar negativament a la captació de capitals. Tan aviat com el 1913 l'empresa ja va haver de fer mans i mànigues per obtenir els recursos que necessitava. El 1914 l'empresa va suspendre el pagament de les obligacions, i el 1915 s'arribà a un acord amb els obligacionistes per refinançar el deute.
L'empresa es va finançar principalment amb títols sense drets polítcs, ja fos amb accions privilegiades/preferents i obligacions, D'aquesta forma els accionistes promotors s'asseguraven el control de la societat malgrat les grans quantitats de fons que es van captar.

## Empresa multidivisa
La Barcelona Traction era una empresa que operava en múltiples divises. El capital estava denominat en dòlars canadencs, l'endeutament es faria en lliures esterlines, les accions i obligacions es cotitzaven també en francs a la borsa de París, i els ingressos es farien en pessetes. A l'any 1911 i fins al 1914, això no era un problema, perquè les principals divises seguien el patró or i les diferencies de canvi eren de poc valor i es corregien per l'arbitratge. La Primera Guerra Mundial provocà l'abandonament del patró or de moltes monedes, i encara que algunes hi tornaren als anys 1920, el panorama ja no era el mateix. La crisi de 1929 va introduir l'autorització administrativa prèvia per adquirir divises, fet que a la llarga provocaria l'impagament de les obligacions i aquest l'excusa per instar la fallida de l'empresa el 1948.

## Els títols

### Accions
Les accions estaven emeses en dòlars canadencs, atès que la companyia estava domiciliada a la ciutat de Toronto i el capital social d'una empresa està denominat en la moneda del país de domiciliació. Totes les accions emeses en aquest període foren transferides als promotors de la Barcelona Traction. En el període entre 1911 i 1915 es van emetre dos tipus d'accions:
- Accions ordinàries. El seu valor nominal era de 100 dòlars canadencs.
- Accions privilegiades. El seu valor nominal també era de 100 dòlars canadencs. Si bé es consideraven part del capital social de l'empresa, a diferència de les accions ordinàries, els seus titulars no podien participar en les juntes d'accionistes perquè les preferents no tenien drets polítics.[6] A canvi, tenien un millor tractament econòmic, doncs meritaven un rendiment del 7% anual, i un cop pagat, les accions privilegiades participaven proporcionalment amb les ordinàries pel repartiment dels beneficis restants.[7] Eren accions que la companyia tenia l'obligació de comprar, quinze anys després de la seva emissió. La Barcelona Traction tornaria a fer ús d'aquesta mena de finançament híbrid en el 1926.[8]

El capital inicial quan es constituí la Barcelona Traction el 12 de setembre de 1911 era de 40 milions de dòlars, repartits en 400.000 accions de 100 dòlars. El 30 de novembre de 1911 Spanish Securities va subscriure 250.000 accions. El 5 de desembre de 1911 Barcelona Traction va reduir el seu capital, deixant-lo en els 25 milions que havia subscrit Spanish Securities.
A la borsa de Toronto les accions van començar a vendre's el mes de setembre de 1913.

### Obligacions
Les obligacions estaven emeses en lliures esterlines; la legislació permetia emetre obligacions en altres divises. En la dècada de 1910 la Gran Bretanya era el país que més capital exportava i Londres el principal centre financer del món, de forma que era natural emetre-les en lliures. Les accions First Mortgage foren lliurades o comprades pels promotors, amb aquest darrer cas amb un descompte del 15% sobre el nominal. En el període entre 1911 i 1915 es van emetre dos tipus d'obligacions:
- First Mortgage. Fou la primera emissió d'obligacions, duta a terme el desembre de 1911. El valor nominal de cada títol era de 20 lliures esterlines. La seva garantia era l'immobilitzat material de l'empresa, així com les accions d'altres empreses que posseís. Les obligacions meritaven un interès anual del 5%, que es pagava l'u de juny i l'u de desembre, i s'amortitzaven en un termini màxim de 50 anys. La data d'inici de dotació del fons d'amortització de les obligacions era el 1er de desembre de 1922. Aquesta emissió d'obligacions ja presentaven un fortíssim nivell de risc, on el subscriptor podia perdre part de la inversió duta a terme. En el venciment del bons, el 1961, la companyia es reservava el dret a amortitzar el bons per sobre o per sota del seu valor nominal, sense especificar cap límit.[10]
- Prior Lien. Emeses a raó de la primera reestructuració del deute de la Barcelona Traction. Se'n van emetre dues sèries (A i B). Meritaven un interès anual del 7%, que es pagava l'u de juny i l'u de desembre. Amortitzable en 50 anys, concretament l'1 de juny de 1965. Atès que aquestes accions foren emeses després de l'impagament de 1914, tenien major risc pels inversors, de forma que la garantia hipotecària d'aquestes obligacions tenia preferència sobre la garantia de les First Mortgage. Les First Mortgage, a partir de l'emissió de les Prior Lien, passaren a ser deute subordinat.

## El sindicat de la Barcelona Traction
En el cas de la Barcelona Traction el pes dels inversors europeus fou molt gran, encara que el lideratge estava repartit entre Pearson i James Dunn, financer canadenc establert a Londres. El sindicat estava recolzat per tres capitalistes principals, cadascun dels quals encapçalava el seu grup a la seva respectiva plaça financera.
- James Dunn a Londres, que va liderar la col·locació d'obligacions per valor de 1,3 milions de lliures esterlines al Regne Unit. També va traspassar una petita part al banquer Arnold Spitzer de París, que es queixava d'haver quedat fora de la distribució inicial. El Bank of Scotland va finançar la compra de les obligacions als participants britànics.
- Edward Rogers Wood, que encapçalava la part canadenca amb inversors de Toronto i Mont-real, amb obligacions per valor de 1,2 milions de lliures esterlines.
- Alfred Loewenstein a Brussel·les s'encarregava de la distribució a l'Europa continental. Va assumir 1,5 milions de lliures esterlines en obligacions amb un 50% addicional d'accions ordinàries.

James Dunn i Wood van sindicar les seves obligacions, comprometent-se a no vendre-les per un període dos anys, concretament fins al 15 de desembre de 1913; pel seu cantó, Loewenstein si que va vendre obligacions immediatament, però es va comprometre a que aquestes mantinguessin a borsa el 90% del seu valor nominal.

## Etapes del finançament
En el període entre 1911 i 1915 es poden distingir les següents etapes:
- El 1911 es produí la subscripció de les obligacions First Mortgage segons les condicions previstes i de forma ràpida. L'empresa va anar invertint els recursos obtinguts.
- A partir de finals de 1912 i durant tot el 1913 es va dur a terme una altra ronda de finançament, combinant préstecs i obligacions. La subscripció de les obligacions fou més cara dels previst. Pels préstecs, s'utilitzà la Companyia Barcelonina d'Electricitat com a garantia.
- En el 1914, la situació ja era desesperada. Es demanaren més préstecs sota condicions molt oneroses. No sols Pearson hi posà diners de la seva butxaca, sinó que també ho feu la seva germana Natalie Pearson. Però no es va poder evitar ni la suspensió de pagaments ni la interrupció de les obres.
- El conveni de 1915 entre l'empresa i els titulars de les obligacions va permetre l'entrada de diner nou per acabar les obres de la central hidroelèctrica de Talarn i modificar les condicions de les obligacions ja existents, emetre'n de noves i reestructurar els préstecs rebuts.

## L'emissió d'obligacions de 1911
L'any 1911 la Barcelona Traction va fer les primeres emissions d'accions i obligacions.

| Tipus de títol             | Nominal original  | Nominal en lliures | Ingrés per BT en lliures |
| -------------------------- | ----------------- | ------------------ | ------------------------ |
| Accions ordinàries         |                   |                    |                          |
| 30/9/1911 subcripció real  | 25.000.000 dòlars | 5.136.986 lliures  |                          |
| Obligacions First Mortgage |                   |                    |                          |
| 1911                       | 750.000 lliures   | 750.000 lliures    |                          |
| 1911                       | 4.250.000 lliures | 4.250.000 lliures  | 2.618.300 lliures        |
| Total                      |                   | 10.136.986 lliures | 2.618.300 lliures        |

L'emissió d'obligacions es va fer en dos trams:
- El primer tram, valorat en 750.000 lliures, va ser traspassat sense càrrec a Spanish Securities pels serveis de direcció d'obra de Pearson, segons l'acord de novembre de 1911
- El segon tram, per valor de 4.250.000 lliures, va ser subscrit per Spanish Securities amb un descompte del 15% més una comissió del 0,5%. Spanish Securities es comprometia a comprar-les o bé col·locar-les al mercat al llarg d'un termini de 18 mesos.[14] L'empresa va vendre obligacions per un nominal de 4 milions de lliures amb un descompte del 90% als membres del sindicat. La resta, per valor de 250.000 lliures, se les quedà en cartera.

La subscripció fou un èxit; la demanda va superar l'oferta i les obligacions es van col·locar al mercat de forma ràpida i fàcil. De fet, James Dunn va haver de vendre fins i tot obligacions que pensava quedar-se, Wood i Loewenstein també les van vendre totes. Malgrat l'èxit de col·locació, a data d'u de gener de 1913 a la Barcelona Traction només s'havien ingressat 2.618.300 lliures per fer les obres hidroelèctriques; la resta s'havia anat en el descompte del 10%, 620.000 lliures en comissions i serveis bancaris per l'emissió de les obligacions i 365.000 lliures en l'adquisició de la Companyia Barcelonina d'Electricitat.
Respecte a les accions, 200.000 (valorades en 20.000.000 de dòlars canadencs) s'havien distribuït de franc juntament amb les obligacions com a prima. Pearson es va guardar les 50.000 restants per a ell.

## El préstec de 1912
Si bé durant 1912 l'empresa va anar gastant el que havia ingressat per l'emissió de les obligacions First Mortgage, a finals de 1912 ja va sol·licitar un préstec per valor de 376,500 lliures esterlines, utilitzant com a garantia obligacions que havia emès la seva filial Companyia Barcelonina d'Electricitat.

## Les emissions i préstecs de 1913
Segons les pròpies estimacions de Pearson, a primers de 1913 encara calien 4.900.000 lliures per completar els projectes hidroelèctrics. La Barcelona Traction va emetre accions i obligacions per captar recursos.
El mes de febrer de 1913, el grup de la Barcelona Traction va adquirir el 49% d'Energia Elèctrica de Catalunya. Ho feu a través de Spanish Utilities, la qual va subscriure l'ampliació de capital d'Energia Elèctrica de Catalunya i traspassà les accions a Riegos y Fuerza del Ebro, passant aquesta a controlar-ne el 49% del capital i tenir 6 dels 13 membres del consell d'administració, així com adquirint una opció de compra per la resta del capital. Aquesta operació augmentà les necessitats de finançament del grup en 11.760.000 pessetes.

| Tipus de títol                  | Nominal original  | Nominal en lliures | Quantitat | Ingrés per BT en lliures |
| ------------------------------- | ----------------- | ------------------ | --------- | ------------------------ |
| Accions ordinàries 3/6/1913     | 2.450.000 dòlars  | 503.425 lliures    | 24.500    |                          |
| Obligacions 1913                | 3.160.000 lliures | 3.160.000 lliures  | 158.000   |                          |
| Accions privilegiades 16/6/1913 | 8.483.500 dòlars  | 1.743.186 lliures  | 84.835    |                          |
| Préstec de SFEE a Barcelonina   | 920.000 lliures   | 920.000 lliures    |           | 920.000 lliures          |

El 3 de juny de 1913 la Barcelona Traction, Light and Power va ampliar el capital en 5 milions de dòlars canadencs, emetent 50.000 accions ordinàries amb un valor nominal de 100 dòlars canadencs. Se'n van donar de franc 24.500 a Spanish Securities i la resta, 25.500 accions, van quedar en cartera de la Barcelona Traction. El 13 de febrer de 1913 la Barcelona Traction havia adquirit Les Tramways de Barcelone fent servir aquesta empresa com a intermediària. Com a part del pagament Spanish Securities va lliurar al hòlding belga Sofina 17.300 accions ordinàries de la Barcelona Traction (valorades en 1.730.000 dòlars canadencs).
El següent pas fou una emissió d'obligacions First Mortgage per valor de 3.160.000 lliures, que foren subscrites per Spanish Securities amb un descompte del 22,75%. Alfred Loewenstein acordà en assumir-ne la totalitat a condició d'obtenir un bonus del 30% en accions. La Barcelona Traction ja no disposava de la quantitat necessària, i el mateix Pearson va haver de traspassar-li accions per valor de 3.500.000 dòlars del lot de 5 milions que tenia en el seu poder.
Les condicions ofertes per col·locar la nova emissió no van ser prou atractives, i el 16 de juny de 1913 es va tornar a ampliar el capital, aquesta vegada l'empresa va emetre 125.000 accions privilegiades, amb un nominal de 100 dòlars canadencs, amb un interès garantit del 7% anual no acumulatiu, reemborsables als 15 anys al 110% del seu valor nominal. L'objectiu és que servissin de garantia per préstecs d'emergència.
Per empitjorar les coses, a l'any 1913 es va produir una recessió econòmica a Amèrica del Nord. El nivell de producció tardà dos anys en recuperar-se. Això provocà que el mercat anglès s'omplís d'ordes de venda de títols procedents de Canadà, provocant un esforç important per part del sindicat britànic per mantenir els preus. La situació s'agreujà quan C.L. Fisher, el soci de James Dunn, desaparegué sense deixar rastre, deixant deutes importants a la societat de valors londinenca que s'hagueren de cobrir a correcuita per impedir la seva fallida.
Els promotors van voler introduir-se al mercat de capitals francès de manera àmplia, però les seves esperances van ser esborrades, primer per un escàndol periodístic produït per un xantatge,després per les condicions generals desfavorables del mercat i, finalment, per la incapacitat de Pearson de proporcionar la informació financera sòlida que els grans inversors necessitaven.

### Préstecs d'emergència
Pearson, Dunn i Lowenstein intentaven reorganitzar l'estructura financera del grup per obtenir préstecs d'emergència i per crear títols per poder vendre al mercat, però la situació econòmica general impedia trobar comprador.
En una demostració clara que els títols de la Barcelona Traction ja no tenien una bona rebuda al mercat, el 28 de novembre de 1913 els quatre bancs europeus que encapçalaven el finançament de la Barcelona Traction - Société Génerale pour favoriser le développement du Commerce et de l'Industrie en France, Banque de Paris et des Pays-Bas, Stallaerts et Loewenstein de Brussel·les i Dunn Fischer & Co de Londres, els dos últims els bancs dels principals membres del sindicat financer, Alfred Loewenstein i James Dunn - a través d'una societat creada per aquestes mateixes entitats a propòsit -la Societé Franco-Espagnole d'Electricité- van acordar amb la Companyia Barcelonina d'Electricitat, Riegos y Fuerza del Ebro i la Barcelona Traction un préstec de 920.000 lliures al grup de la Barcelona Traction garantit per obligacions emeses per la Companyia Barcelonina d'Electricitat, així com atorgant als bancs l'opció de compra de les 40.000 accions privilegiades acabades d'emetre per la mateixa societat. A través d'un compte corrent entre la Companyia Barcelonina d'Electricitat i Riegos y Fuerza del Ebro es transferien fons de la primera a la segona.

## Els préstecs de 1914
El 1914 la companyia es limità a sobreviure. El mercat ja no li acceptava obligacions, i només la Companyia Barcelonina d'Electricitat tenia la solvència necessària per poder rebre algun préstec.
| Préstec                       | Nominal original | Nominal en lliures | Quantitat | Ingrés per BT en lliures |
| ----------------------------- | ---------------- | ------------------ | --------- | ------------------------ |
| Préstec de SFEE a Barcelonina | 650.000 lliures  | 650.000 lliures    |           | 650.000 lliures          |

El 28 de maig de 1914, la Société franco-espagnole d'Electricité (SFEE) atorgà un préstec de 650.000 lliures esterlines a la Companyia Barcelonina d'Electricitat.
El mateix dia un contracte formalitzava la venda a la societat francesa de 25.000 accions de la Companyia Barcelonina d'Electricitat amb un valor nominal de 12 milions i mig de pessetes (unes 500.000 lliures).

### Venda d'obligacions al mercat
Els promotors encara tenien en el seu poder obligacions amb un valor nominal de 4.005.000 lliures esterlines quan s'inicià l'escalada que conduiria a la Primera Guerra Mundial. El dia 1 de juliol de 1914 es va anunciar a Londres la venda pública d'obligacions First Mortgage per un valor nominal de 3.118.060 lliures amb un descompte del 17,5% sobre el nominal, pagament del 50% al contracte i la resta a terminis fins a setembre de 1914 i un interès del 5%. La venda la feia el sindicat financer, i s'especulava que el seu objectiu era vendre el més aviat possible les obligacions que tenien en el seu poder perquè no s'havia produït cap emissió d'obligacions per part de la Barcelona Traction. Malgrat que Alfred Loewenstein va fer tot el possible per mantenir el preu de les obligacions en el mercat, la venda fou un fracàs.

### Impagament dels interessos de les obligacions
L'inici de les hostilitats de la Primera Guerra Mundial a l'agost de 1914 ho aturà tot. Les obres de la central hidroelèctrica de Talarn estaven al 40%, l'empresa no tenia diners i els mercats financers es van tancar de sobte. El 30 de novembre de 1914 la Barcelona Traction va suspendre el pagament dels interessos semestrals de les obligacions First Mortgage emeses per la societat. A partir d'aquí, s'inicià un procés de reestructuració del deute de la societat.

## Les emissions de 1915
La suspensió de pagaments de 1914 provocà que s'haguessin de canviar les condicions de finançament de la companyia. A principis de 1915 es va constituir un comitè d'obligacionistes, format majoritàriament pel sindicat britànic-canadenc i Spanish Securities, el qual negocià amb la Barcelona Traction les condicions per poder disposar de recursos econòmics per poder reprendre l'activitat constructiva. El 9 d'abril de 1915 es signà el conveni entre les dues parts, a partir del qual es van emetre diverses sèries d'obligacions.
| Títols                     | Nominal original  | Nominal en lliures | Quantitat | Ingrés per BT en lliures |
| -------------------------- | ----------------- | ------------------ | --------- | ------------------------ |
| Obligacions First Mortgage | 345.000 lliures   |                    | 17.250    |                          |
| Obligacions Prior Lien A   | 905.600 lliures   | 905.600 lliures    |           | 905.600 llures           |
| Obligacions Prior Lien     | 2.000.000 lliures | 2.000.000 lliures  |           |                          |

Si bé s'havia aprovat l'emissió d'obligacions Prior Lien A per un import de fins a 2 milions de lliures esterlines, només se'n van emetre per valor de 905.600 lliures. L'emissió es feu el 1er de juny de 1915, i el seu venciment era el 1er de juny de 1965 al 110% del seu valor nominal. Meritaven un interès del 7% anyal, el qual es pagava l'u de juny i l'u de desembre. Es va concedir a les obligacions Prior Lien A la màxima garantia, tenint preferència sobre les Prior Lien B i les First Mortgage, que havien passat a tenir garantia de segona hipoteca. Les garanties de les Prior Lien A eren obres fetes per Riegos y Fuerza del Ebro per valor de 50 milions de pessetes, així com accions i obligacions de les filials de la Barcelona Traction.
Les emissions de les obligacions First Mortage i Prior Lien B es van destinar com a medi de pagament dels préstecs rebuts en 1913 i 1914 la filial Companyia Barcelonina d'Electricitat.